# 장뤼크 비도

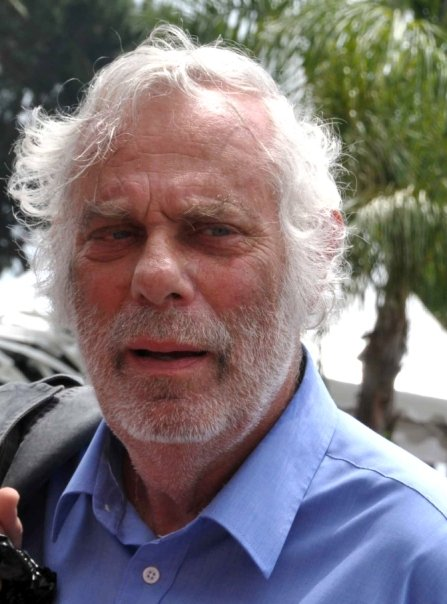
장뤼크 비도의 모습.

장뤼크 비도(Jean-Luc Bideau, 1940년 10월 1일 ~ )는 스위스의 배우이자 연극 배우 겸 영화배우이다. 또한 장뤼크 비도는 제네바에서 태어났다.

## 영화
- 베이비 범프 (2017년)
- 탄탈레 (2016년)
- 정글의 법칙 (2016년)
- 소바지 (2010년)
- 휴고 프라트, 아프리카를 가다 (2009년)
- 이블가 (2009년)
- 네가 모르는 세상 (2008년)
- 그의 위대한 광산 (2007년)
- 순수한 주말 (2007년)
- 마이 브라더 마리 (2006년)
- 그날 (2003년)
- 아주로 (2000년)
- 난 인생이 두렵지않아 (1999년)
- 레드 바이올린 (1998년)
- 알피엠 (1997년)
- 고스트 파트너 (1996년)
- 달타냥의 딸 (1994년)
- 금지된 사랑 (1992년)
- 형사 라바르뎅 (1986년)
- 플러트 (1983년)
- 콤비네이션 오브 더 지라프 (1983년)
- 멜랑콜리 베이비 (1979년)
- 아샨티 (1979년)
- 소서러 (1977년)
- 2000년에 25살이 되는 조나 (1976년)
- L'invitation (1973년)
- 은밀한 투영 (1973, Projection privée)
- 계엄령 (1973년)
- 샤를을 찾아라 (1969년)